# レオポルト (シュタイアーマルク辺境伯)

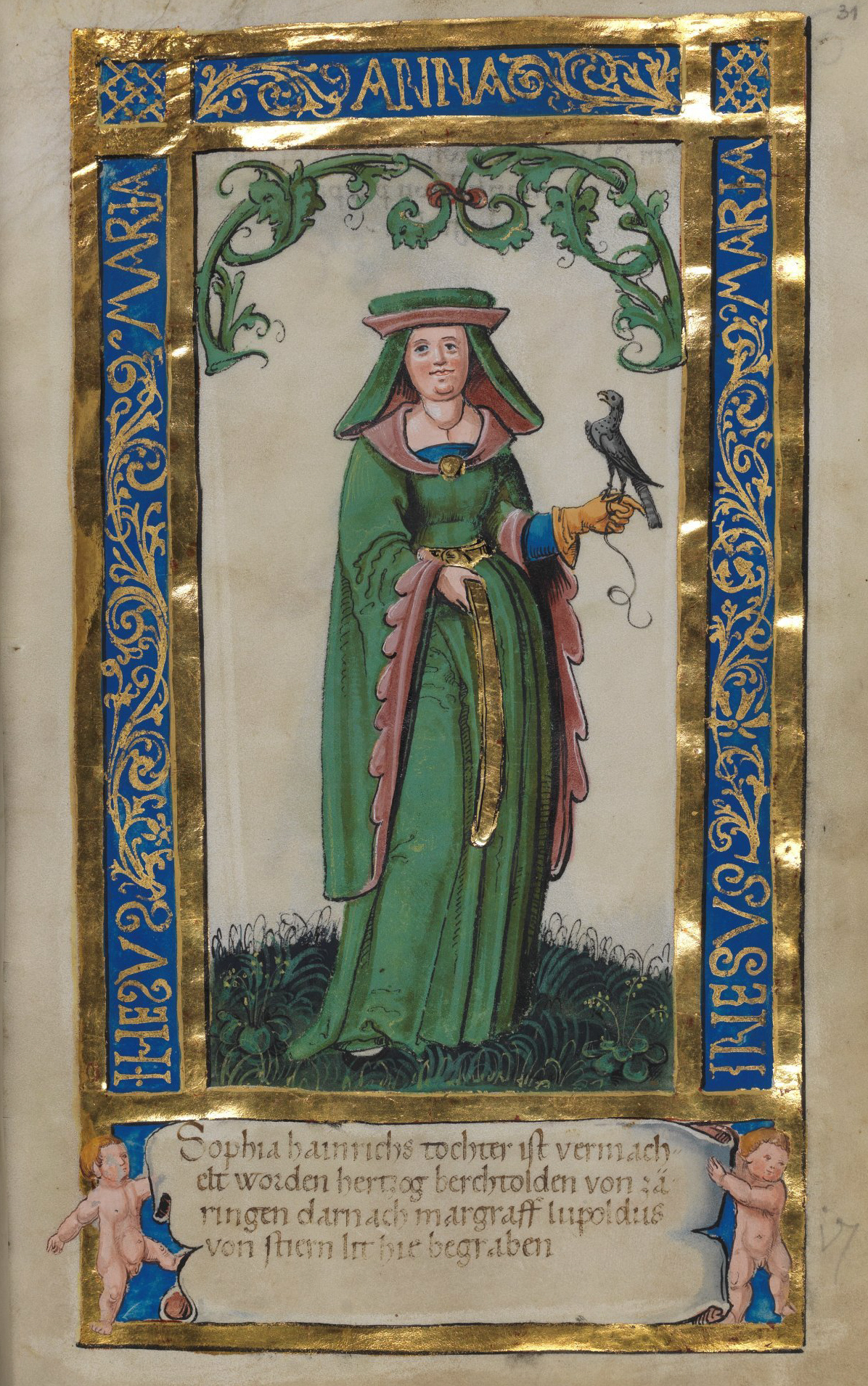
妃ゾフィー

レオポルト1世（ドイツ語：Leopold I., ? - 1129年10月26日）は、シュタイアーマルク辺境伯（在位：1122年 - 1129年）。叙任権闘争において皇帝ハインリヒ5世と対立するザルツブルク大司教を支持したため、教会より勇敢伯（der Tapfere）または強伯（der Starke）の名を与えられた。

## 生涯
レオポルトはシュタイアーマルク辺境伯オットカール2世とオーストリア辺境伯レオポルト2世の娘エリーザベトの間の息子である。1122年か1123年に、ヴェルフ家のバイエルン公ハインリヒ9世の娘で、後の神聖ローマ皇帝フリードリヒ1世の叔母にあたるエリーザベトと結婚した。
エッペンシュタイン家のケルンテン公ハインリヒ3世の相続人として、レオポルトは1122年にノイマルクトとザンクト・ランブレヒト全域およびムーラウ、ムール川からレオーベンにかけて、ブルックの南からゲスティングまで、マリアツェルを含むミュルツ川流域、フォイツベルク全域からなる広大なエッペンシュタイン家の遺領を相続した。この遺領は領地の拡大の始まりであった。
レオポルトはトラウンガウ宮中伯領を創設し、辺境伯領内で最初の市場を設置し、ピュルクにも居城を置いた。また、聖ランブレヒト修道院のフォークトでもあった。レオポルトは1129年にオーストリアで最古のシトー会修道院であるライン修道院を創建し、1123年にはグラインク修道院の創建人の一人となった。
レオポルトが死去した時、息子オットカール3世はまだ4歳であったため、妃ゾフィーが長年シュタイアーマルクを支配した。
2006年9月、ライン修道院の改修中に他の聖俗諸侯の墓のそばでレオポルトの墓が発見された。

## 子女
バイエルン公ハインリヒ9世の娘エリーザベトとの間に以下の子女をもうけた。
- オットカール3世（1125年頃 - 1164年） - シュタイアーマルク辺境伯（1129年 - 1164年）
- エリーザベト - 最初にノルトマルク辺境伯ルドルフ2世・フォン・シュターデ（1144年没）と結婚、次にケルンテン公ハインリヒ5世と結婚。
- マルガレーテ